# Rastlinstvo
Flora (tudi rastlinstvo ali vegetacija določenega območja, regije, države, celine) je sistematičen opis celotne sestave rastlin (primer družina, rod, vrsta in podvrsta) določene regije. Sezname, ki navajajo floro območja, pogosto s ključem in ilustracijami, tudi imenujemo Flora.
Izraz flora izhaja iz latinskega imena Flora, rimske boginje cvetja in mladine. Izraz flora se običajno nanaša tudi na druge organizme, ki imajo avtotrofno presnovo.
Rastlinsko kraljestvo je velika skupina, za katero je značilen neodvisen značaj vegetacije in neodvisne zgodovine (filogenija), značilne za rastno dobo, in tako zajema rastlinske vrste in višje rastlinske taksone, ki se ne pojavljajo na nobenem drugem območju.
Dejstvo, da so bile bakterije predhodno dodeljene sistematiki rastlin, je ohranjeno v izrazu "bakterijska flora" (kot vsota vseh bakterij, ki živijo v določenem habitatu). Tudi glive so bile že davno tega dodeljene rastlinskemu kraljestvu. Leta 1969 jim je Robert Whittaker dodelil svoje kraljestvo, (regnum Fungi). Vendar pa izraz "Funga" namesto "gobja flora" še ni dokončno prevladal.